# Drawing the Target Around the Arrow
Drawing the Target Around the Arrow è il secondo album in studio della cantautrice statunitense Caroline Polachek, pubblicato nel 2017 a nome CEP.

## Tracce
1. Lilian's Pavilion – 2:57
2. Doves – 1:37
3. Hive Dream – 2:05
4. Borg Pillow – 5:36
5. Low Tide – 3:52
6. Water – 1:53
7. Up the Flagpole – 4:07
8. Missed Exit – 2:14
9. Black Background – 2:27
10. Vertical Sunset – 2:22
11. Valley Hum – 4:24
12. Singalong – 5:12
13. It Can Wait – 3:19
14. Pupil – 5:32
15. Window Seat – 3:23
16. Sleeping Fish – 2:52
17. Verge of Crying – 2:24
18. You Are Here – 3:36